# Zazen

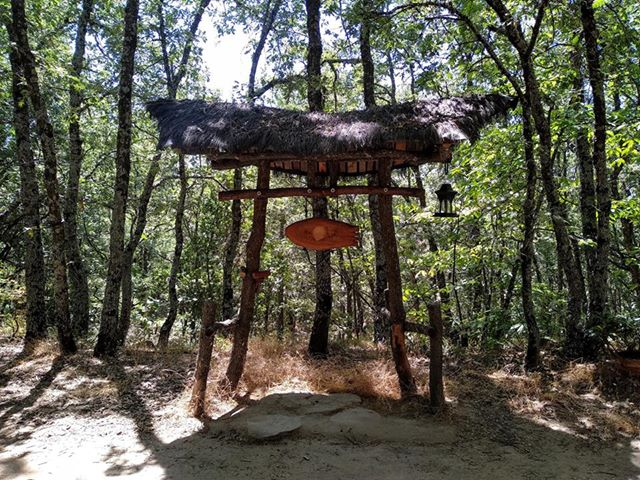
Mediante 3 series de golpes de la madera se anuncia que comienza Zazen en un Templo Zen. Templo de Shorinji (Villanueva de la Vera, Cáceres, España)

Zazen (pronúnciese «dsadsén» con una d relativamente suave ya que el fonema z del japonés es muy similar al del francés y al del inglés) es la forma japonesa de la expresión china 坐禅 (zuòchán en pinyin, o tso-chan en Wade-Giles), que significa "meditar sentado". 
La palabra Zen proviene del sánscrito "dhyana" (atención plena al momento presente), que pasó a China, convirtiéndose en "Chan" (o "Ch'an"), y luego en Corea se transliteró fonéticamente en "Seon", llegando finalmente a Japón, donde su transliteración es la actual palabra Zen (pronunciesé:«dsen»).
Hoy en día muchas escuelas en occidente usan este término en su versión japonesa. Hay que recordar que el Zen es una forma de budismo, por lo que la meditación que emplea esta corriente es el Zazen, al igual que la escuela Theravāda emplea la meditación Vipassana y la escuela de budismo tibetano el Dzogchen.

## Descripción de la postura
Zazen es sentarse a "meditar" en la posición de loto del yoga, según el Budismo Zen, como lo habría hecho el Buda histórico en el momento de su iluminación, tal como describen las estatuas de Buda meditativo:
- Para las piernas existen cuatro posturas que son las más aceptadas:[1] la postura de loto completa (la más compleja de realizar) que requiere acostumbramiento o gran elasticidad del cuerpo, la postura de loto medio, que también requiere acostumbramiento, la birmana y por último la seiza o de rodillas al estilo japonés. En estas posturas se usa un cojín o zafu para ayudar la postura de caderas y espalda.
  - La postura de loto es con las piernas cruzadas con ambas plantas de los pies mirando hacia arriba y apoyadas sobre su pierna contraria y con las rodillas apoyándose en el suelo.
  - La postura de medio loto similar a la anterior pero con una pierna en el piso.
  - La birmana con ambos pies en el piso, en paralelo y plegados lo más posible al cuerpo.
  - La Seiza que puede practicarse sentado de rodillas sobre los talones.
- La espalda derecha, desde la pelvis hasta la nuca
- La pelvis ligeramente basculada hacia adelante y las lumbares ligeramente arqueadas
- La nuca estirada y el mentón bien metido hacia adentro.
- Los hombros relajados y las manos juntas en el regazo, en el mudra de la sabiduría: los dedos de la mano juntos, una mano sobre otra, y con los pulgares tocándose las puntas. En las escuelas de Zen se pone la mano izquierda sobre la mano derecha.
- La mirada apuntando a 45° delante de uno, ojos semicerrados, pero la vista relajada, sin enfocar en lo que tengamos delante.
- La boca cerrada, los dientes en contacto y la lengua tocando suavemente el paladar detrás de los dientes.
- La nariz alineada con el ombligo y las orejas con los hombros.
- Se recomienda balancear levemente el cuerpo de derecha a izquierda hasta encontrar el punto medio, y luego hacia adelante y hacia atrás para centrarse.

### Practicar el ZaZen:Shikantaza
Shikantaza significa estar simplemente sentado. No se medita con ningún objeto, pensamiento o imagen.
Se concentra la atención y la actividad principalmente en la espiración, de manera que tiende a establecerse un ritmo lento de respiración abdominal en que la espiración es notoriamente más prolongada que la inspiración. 
Simplemente estar sentado; no reflexionar; sencillamente respirar y no seguir activamente los pensamientos. No forzar los pensamientos, permitir que fluyan, no detenerse en ellos, dejar que aparezcan y se vayan. Los pensamientos van y vienen, depurando el contenido superfluo del inconsciente, hasta que la mente, entra en un estado de atención más sutil.

### Influencia del Zazen
- La postura corporal mejora. Se afianza la motricidad desde el centro de gravedad del cuerpo, a la altura de la pelvis.
- Desaparecen tensiones innecesarias, especialmente las derivadas de expresión o autocontrol en la cintura escapular (hombros, escápulas) y cuello.
- Mejora el riego cerebral y la compenetración entre las tres capas del cerebro (instintivo, emocional, y córtex) y la conexión entre hemisferios.
- Se establece una respiración más lenta y profunda, integrando el abdomen en el movimiento del diafragma, consiguiendo una mayor y más equilibrada oxigenación de todo el metabolismo.
- Se crea una coordinación entre la expresión corporal y el pensamiento.
- Los pensamientos desordenados del inconsciente tienden a depurarse, como en una digestión mental.
- Se producen niveles de descanso metabólico y mental más profundos que durante el sueño corriente.
- Se flexibilizan partes del cuerpo como las caderas, ingles, lumbares, tobillos, rodillas (aunque se recomienda ser cauteloso con las rodillas al colocarse), y se permite la participación psicosomática de más partes del cuerpo en la configuración de sensaciones (integración emocional del cuerpo).

Mentalmente se tiende a dejar las actitudes de ansiedad. Se deja de ver las opiniones y descripciones como tajantes en presencia de un opuesto. Se produce una reintegración de la intuición y la herencia subconsciente, al tiempo que renovada apertura para hábitos o visiones nuevas.
El Zazen se considera una puerta a lo más profundo del ser y la llave a nuevas etapas de desarrollo de la conciencia. Al mismo tiempo se describe a veces como el método de devolver al cuerpo y la mente su condición natural.

## Koan
Respecto de la palabra Koan (lectura en japonés de la palabra china gong'an) significa "caso público", y es una serie de diálogos entre maestro y discípulo, que puede contener una o varias preguntas que desafían la lógica o el sentido común, y se mantienen en la mente para producir lo que se conoce como "despertar", o la experiencia de "ver en la propia naturaleza". 
Agotada por vanos esfuerzos, la mente alcanza un estado donde no hay conceptos, ni discriminación intelectual, y la realidad se percibe tal como es, libres de condicionamientos culturales, sociales o educativos.